# 小行星4639
小行星4639（4639 Minox）是一颗围绕太阳公转的小行星。1989年3月5日，關勉在藝西天文台发现了此天体。
該小行星以德國相機品牌米諾克斯命名。
这颗小行星的绝对星等为250.9989177088911等。